# Make You Feel My Love
"Make You Feel My Love", также известная как "To Make You Feel My Love" — песня, написанная Бобом Диланом для его альбома Time Out of Mind, выпущенного в сентябре 1997 года. Впервые она была выпущена коммерчески в августе 1997 года Билли Джоэлом для его сборника Greatest Hits Volume III.
Это одна из немногих песен, ставших "стандартом" в XXI веке, поскольку её перепели более 450 различных исполнителей.[2] Наиболее известными кавер-версиями являются песни Адель, Майкла Болтона, Нила Даймонда, Элки Брукса, Боя Джорджа, Брайана Ферри, Джоан Осборн, Гарта Брукса, Келли Кларксон с Беном Платтом, Ника Ноулза и Pink.

## Carpenters кавер-версия

### Трек-лист
1. Make You Feel My Love (с участием Натаниэля Хоука и Камерона Хоука) — 3:32

1. 1 2  TO MAKE YOU FEEL MY LOVE // ISWC Network (англ.)